# Прибинська сільська рада
Приби́нська сільська́ ра́да — адміністративно-територіальна одиниця та орган місцевого самоврядування в Корюківському районі Чернігівської області. Адміністративний центр — село Прибинь.

## Загальні відомості
- Територія ради: 60,765 км²
- Населення ради: 670 осіб (станом на 2001 рік)

## Населені пункти
Сільській раді підпорядковані населені пункти:
- с. Прибинь
- с. Костянтинівка

## Склад ради
Рада складається з 12 депутатів та голови.
- Голова ради: Рябець Петро Олександрович
- Секретар ради: Халіман Ніна Дмитрівна

### Керівний склад попередніх скликань
| Прізвище, ім'я, по батькові | Основні відомості                                                 | Дата обрання | Дата звільнення |
| --------------------------- | ----------------------------------------------------------------- | ------------ | --------------- |
| Рябець Петро Олександрович  | Сільський голова, 1963 року народження, освіта вища, безпартійний | 26.03.2006   | 31.10.2010      |
| Рябець Петро Олександрович  | Сільський голова, 1963 року народження, освіта вища, безпартійний | 31.10.2010   |                 |

Примітка: таблиця складена за даними сайту Верховної Ради України

### Депутати
За результатами місцевих виборів 2010 року депутатами ради стали:

#### За суб'єктами висування
| Суб'єкт висування | Кількість обраних депутатів | %    |
| ----------------- | --------------------------- | ---- |
| Партія регіонів   | 8                           | 66,7 |
| Народна партія    | 4                           | 33,3 |

#### За округами
| № округу        | Прізвище, ім'я, по батькові    | Дата визнання обраним | Освіта             | Партійна приналежність | Відомості про обраного депутата            |
| --------------- | ------------------------------ | --------------------- | ------------------ | ---------------------- | ------------------------------------------ |
| Народна Партія  |                                |                       |                    |                        |                                            |
| 2               | Заровний Микола Михайлович     | 02.11.2010            | середня            | член Народної партії   | тимчасово не працює                        |
| 4               | Сіра Наталія Анатоліївна       | 02.11.2010            | середня            | член Народної партії   | тимчасово не працює                        |
| 6               | Халіман Ніна Дмитрівна         | 02.11.2010            | вища               | член Народної партії   | Прибинська сільська рада, секретар         |
| 10              | Крикун Ірина Олексіївна        | 02.11.2010            | вища               | член Народної партії   | Прибинська загальноосвітня школа, директор |
| Партія регіонів |                                |                       |                    |                        |                                            |
| 1               | Олійник Василь Володимирович   | 02.11.2010            | середня спеціальна | член Партії регіонів   | Перелюбське лісництво, водій               |
| 3               | Погуляй Олексій Іванович       | 02.11.2010            | вища               | позапартійний          | Перелюбська загальноосвітня школа, вчитель |
| 5               | Кожем'яко Галина Михайлівна    | 02.11.2010            | вища               | член Партії регіонів   | Прибинська загальноосвітня школа, вчитель  |
| 7               | Сірий Павло Сергійович         | 02.11.2010            | середня            | позапартійний          | тимчасово не працює                        |
| 8               | Погуляй Анатолій Олександрович | 02.11.2010            | середня спеціальна | позапартійний          | Перелюбське лісництво, лісник              |
| 9               | Брек Віра Миколаївна           | 02.11.2010            | вища               | член Партії регіонів   | Прибинська загальноосвітня школа, вчитель  |
| 11              | Лежаченко Микола Григорович    | 02.11.2010            | вища               | позапартійний          | пенсіонер                                  |
| 12              | Рябченко Володимир Дмитрович   | 02.11.2010            | середня спеціальна | член Партії регіонів   | Прибинська загальноосвітня школа, кочегар  |